# Alexander Vandegrift
Alexander Archer Vandegrift (ur. 13 marca 1887 w Charlottesville, zm. 8 maja 1973 w Bethesdzie) – amerykański dowódca wojskowy, generał US Marine Corps (piechoty morskiej) z okresu II wojny światowej. Gen. Alexander Vandegrift najbardziej wyróżnił się dowodząc przez pół roku obroną lotniska Henderson Field na Guadalcanalu, podczas kampanii na Wyspach Salomona. Pierwszy oficer Korpusu, który – będąc w czynnej służbie – został czterogwiazdkowym generałem.

## Życiorys
Vandegrift urodził się w Charlottesville w Wirginii. Studiował na University of Virginia a 22 stycznia 1909 został przyjęty do Korpusu Piechoty Morskiej w stopniu podporucznika.

## Wojny bananowe
Po odbyciu szkolenia w Szkole Oficerskiej Korpusu (ang.: Marine Officers' School) w Port Royal w Karolinie Południowej i rutynowej służbie koszarowej w Portsmouth w stanie New Hampshire, został wysłany w rejon Morza Karaibskiego, gdzie – w październiku 1912 brał udział w ataku na Wzgórze Coyotepe w Nikaragui oraz w zdobyciu i okupacji Veracruz w Meksyku (kwiecień–lipiec 1914).
W grudniu 1914, po awansowaniu na porucznika, podjął dalszą naukę w koszarach Marines w Filadelfii. Po zakończeniu szkolenia został przydzielony do 1 Brygady i wysłany na Haiti celem zwalczania bandyckiej szajki zwanej „Cacos” w okolicach miejscowości Le Trou i Fort Capois.
W sierpniu 1916 został awansowany do stopnia kapitana i skierowany do służby policyjnej w Port-au-Prince, gdzie przebywał do grudnia 1918. Wrócił ponownie na Haiti w lipcu 1919 by służyć w szeregach w tzw. „Gendarmerie d'Haiti” jako inspektor policji. W czerwcu 1920 otrzymał awans na majora.

## Lata 1920–1930
W kwietniu 1923 wrócił do USA i został przydzielony do bazy Marines w Quantico w Wirginii. Ukończył Kurs Dowódców Polowych w maju 1926, po czym został skierowany do Bazy Marines w San Diego w Kalifornii jako zastępca szefa sztabu.
W lutym 1927, wysłany został do Chin jako oficer operacyjny 3. Brygady z siedzibą w Tiencinie. We wrześniu 1928 został wezwany do Waszyngtonu gdzie posadzono go za biurkiem w Dziale Finansowym Dowództwa Korpusu. W tym czasie został awansowany na podpułkownika.
Ponownie wysłany do Chin w czerwcu 1935, Vandegrift służył jako dowódca ochrony ambasady amerykańskiej w Pekinie. Mianowany pułkownikiem we wrześniu 1936 wezwany został do Głównej Kwatery Korpusu (HQMC) w Waszyngtonie, gdzie został wyznaczony na sekretarza Komendanta Korpusu. W marcu 1940 został zastępcą Komendanta i jednocześnie awansowany na generała brygady.

## II wojna światowa

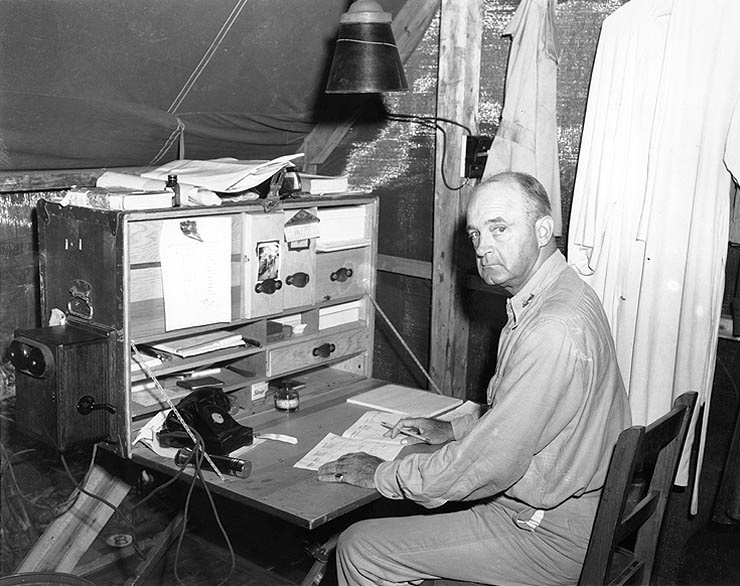
Gen. Alexander Vandegrift w swoim namiocie na Guadalcanalu

Generał Alexander Vandegrift został wyznaczony na dowódcę 1 Dywizji Marines (1.DMar) w listopadzie 1941, a więc na krótko przed wejściem Stanów Zjednoczonych do wojny. W maju 1942, już jako generał major pożeglował ze swoją dywizją na wody południowego Pacyfiku. 7 sierpnia 1942, w archipelagu Wysp Salomona, dowodził lądowaniem, a następnie obroną Henderson Field na Guadalcanalu przez 1.DMar, w pierwszej na dużą skalę ofensywie przeciw Japończykom oraz w czteromiesięcznych walkach swej dywizji.
Za wybitną postawę i nienaganne dowodzenie 1.DMar w czasie krwawej kampanii na Salomonach, został odznaczony Navy Cross i najwyższym odznaczeniem amerykańskim – Medalem Honoru.
W lipcu 1943 przejął dowodzenie I Korpusu Amfibijnego Marines i na tym stanowisku przeprowadził operację desantową w Zatoce Cesarzowej Augusty na wyspie Bougainville 1 listopada 1943. Po ustanowieniu przyczółka został odwołany do Waszyngtonu jako przyszły komendant Korpusu.

## Komendant
W latach 1944–1947 pełnił funkcję komendanta (głównodowodzącego) Korpusu Piechoty Morskiej (US Marine Corps), a dowództwo 1.DMar przekazał swemu dotychczasowemu zastępcy, generałowi Williamowi H. Rupertusowi.
Jako komendant Korpusu wsławił się swoją mową w Izbie Reprezentantów (znaną jako „mowa na kolanach”), w której bronił Korpusu przed zakusami Armii zmierzającej do likwidacji Piechoty Morskiej jako osobnego rodzaju broni. Od 1949 na emeryturze. Zmarł w szpitalu wojskowym w Bethesdzie w stanie Maryland po długiej i ciężkiej chorobie.

## Odznaczenia
Źródło:

- Medal Honoru
- Krzyż Marynarki

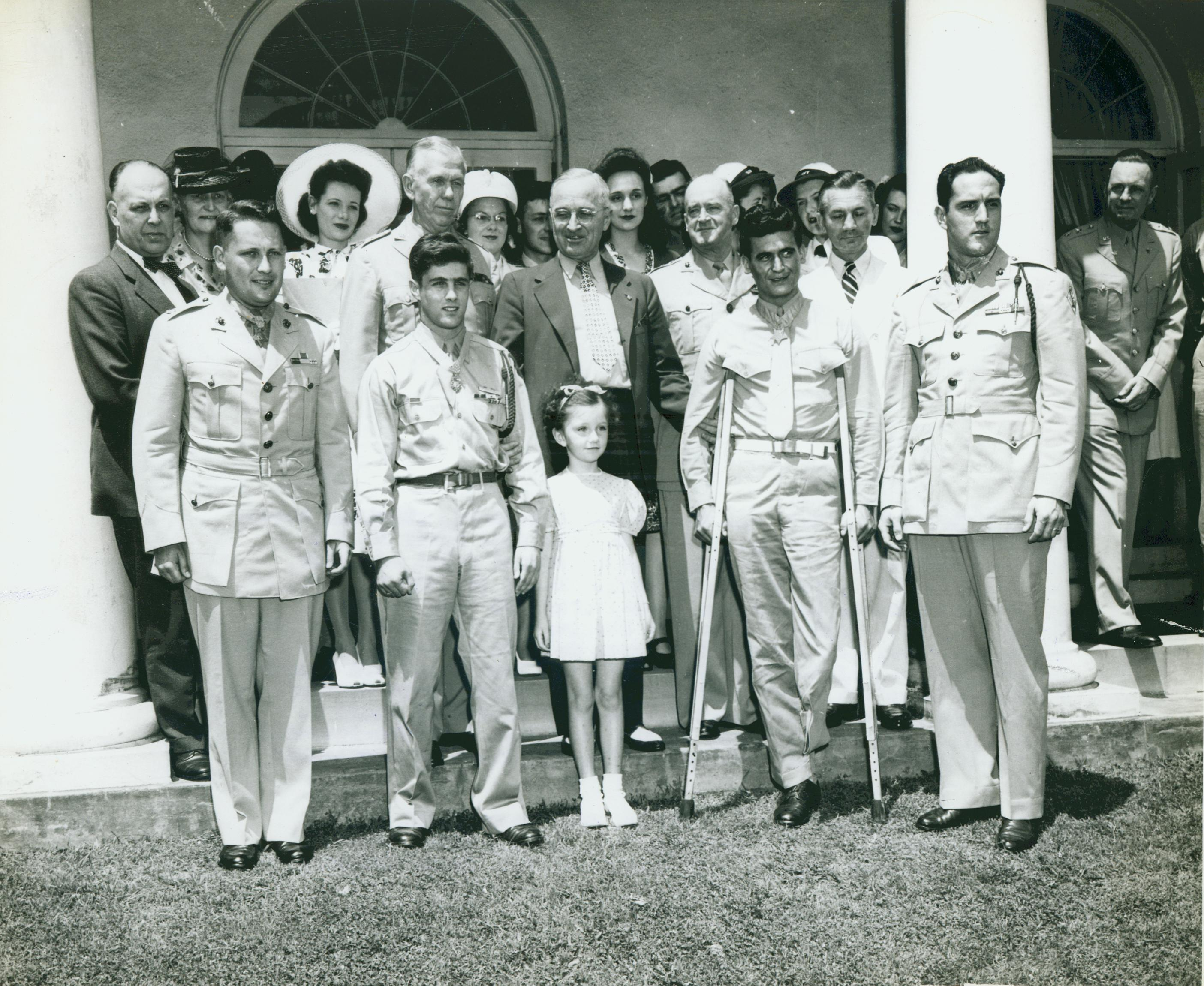
Podczas ceremonii odznaczenia Medalem Honoru, 1945

- Medal Marynarki Wojennej za Wybitną Służbę
- Navy Presidential Unit Citation
- Navy Unit Commendation
- Medal Ekspedycji Korpusu Piechoty Morskiej
- Nicaraguan Campaign Medal
- Mexican Service Medal
- Haitian Campaign Medal
- Medal Zwycięstwa
- Yangtze Service Medal
- Medal Służby Obrony Narodowej
- Medal Kampanii Amerykańskiej
- Medal Kampanii Azji-Pacyfiku
- Medal Zwycięstwa w II Wojnie Światowej
- Order Drogocennego Trójnogu IV klasy (Chiny)
- Order Abdóna Calderóna I klasy (Ekwador)
- Wielki Oficer Legii Honorowej (Francja)
- Médaille militaire (Francja)
- Distinguished Service Medal (Haiti)
- Rycerz Krzyża Wielkiego Orderu Oranje-Nassau (Holandia)
- Krzyż Wielki Orderu Zasługi Lotniczej (Peru)
- Honorowy Towarzysz Orderu Łaźni (Wielka Brytania)
- Honorowy Rycerz Komandor Orderu Imperium Brytyjskiego – klasa wojskowa (Wielka Brytania)